# Nematoflustra flagellata
Nematoflustra flagellata is een mosdiertjessoort uit de familie van de Flustridae. De wetenschappelijke naam van de soort is voor het eerst geldig gepubliceerd in 1904 door Waters.